# Бельдир-Арыг
Бельдир-Арыг, Белдир-Арыг (тув. Белдир-Арыг)— село, административный центр и единственный населённый пункт Чыргаландинского сумона Тес-Хемского кожууна Республики Тыва.

## География
Село находится у двух рек: Дыттыг-Хем и Кара-Хол-Оожу.
Уличная сеть
улицы:  ул. Адыя Самдан,   ул. Ленина,  ул. Оюн Калзанмай,   ул. Оюн Кеский-оол
переулки: Дружба пер.,   Найырал пер.,   Сайгын пер.,   Соян Бады пер.,   Чургуй-оол пер. 
К селу примыкают местечки (населённые пункты без статуса поселения) м. Адыр-Тей,   м. Ак-Кожагар,   м. Ак-Одек,   м. Ак-Оорга,   м. Ак-Тей,   м. Алдыы-Тей,   м. Ара-Хонар,   м. Аржаан,   м. Артыы-Тараа-Шол 1,   м. Артыы-Тараа-Шол 2,   м. Бай-Даг,   м. Баян-кол,   м. Белдир,   м. Биче-Хайыракан,   м. Боом-Даа,   м. Дедир-Боом,   м. Дуктуг-Дыт,   м. Дыттыг-Арыг,   м. Дыттыг-Хем,   м. Дээрбе,   м. Калдак-Хамар,   м. Кара-Бош-Даг,   м. Кара-Суг,   м. Кок-Даш,   м. Кош-Одек,   м. Кудук,   м. Куу-Оорга,   м. Кызыл-Колдуу,   м. Кызыл-Шат,   м. Монгуннуг,   м. Оваа-Баары,   м. Онгар-Хоор,   м. Ортаа-Хараал-Тей,   м. Сайгын 1,   м. Сайыр-Аксы,   м. Сарыг-Сиген,   м. Семис-Ак,   м. Теве-Хая,   м. Терек-Одээ,   м. Теректиг-Арыг,   м. Тес,   м. Тес-Теректиг-Арга,   м. Тулуга,   м. Улуг-сайгын,   м. Хайыракан,   м. Хам-Дыт,   м. Хараал-Тей,   м. Хачыл 1,   м. Хачыл 2,   м. Хол-Оожу,   м. Холчук,   м. Чеди-Хорум,   м. Чинмит-Бугазы,   м. Чодураа-Уну,   м. Чодураалыг,   м. Чумур-Ой,   м. Шагар-Оъттуг,   м. Шуурмак,   м. Эрги-Арт.

## Население
| 2002  | 2010  | 2011  | 2012  | 2013  | 2014  | 2015  |
| ----- | ----- | ----- | ----- | ----- | ----- | ----- |
| 871   | ↗1039 | ↘1036 | ↗1042 | ↗1072 | ↗1083 | ↗1105 |
| 2016  | 2017  | 2018  | 2019  | 2020  | 2021  |       |
| ↘1102 | ↗1123 | ↗1134 | ↗1154 | ↗1170 | ↗1235 |       |

```
 8688533789  2075
```

## Инфраструктура
Чыргаландинская средняя школа. При нем действует   школьный историко-краеведческий музей им. Ю. Аранчына
дом культуры 
Сотовая связь
Действуют 3 оператора сотовой связи — Билайн, МТС и Мегафон.

## Транспорт
Есть выезд на автодорогу регионального значения 93Н-110. Автодороги местного значения.